# Grand Theft Auto: Vice City Stories
Grand Theft Auto: Vice City Stories (GTA: Vice City Stories или GTA: VCS) — видеоигра из серии Grand Theft Auto в жанре Action с элементами аркадного автосимулятора и свободой передвижения по игровому миру. Игра была разработана студией Rockstar Leeds совместно с Rockstar North для PSP, а позже и для PS2. Действие игры разворачивается в вымышленном городе Вайс-Сити в 1984 году за два года до событий игры Grand Theft Auto: Vice City.

## Сюжет
1984 год. Капрала Виктора Вэнса переводят служить в военную часть города Вайс-Сити. Виктор попадает под командование сержанта Джерри Мартинеса, тесно связанного с криминалом. Сержант сначала просит Виктора оказать ему пару услуг, из-за которых его отправляют в отставку из вооружённых сил.
Вик отправился к единственному на тот момент знакомому в городе — Филу Кэссиди. Фил знакомит Вика со своим бизнесом (торговлей оружием, изготовлением и продажей напитка «Boomshine») и со своими врагами (мексиканская группировка Чоло). Во время исполнения одного из заданий Фил и Виктор попадают в засаду, организованную людьми Мартинеса, из которой с трудом выбираются.
Фил, доверяя Виктору, знакомит его со своей сестрой Луизой и с её мужем Марти Джеем Уильямсом, который может предложить Вику работу. Виктор поначалу помогает Марти, который занимается крышеванием, ростовщичеством с последующим «отжимом» имущества и содержанием борделей, в его делах. Луиза, угнетённая унижениями и оскорблениями мужа, переезжает жить к сестре Мэри Джо. Однако вскоре Марти похищает жену, пытаясь устроить её в свой же бордель. Но Вик вмешивается в драму, спасая Луизу и убив Марти. После его смерти все точки Марти переходят под управление Вика.
Виктор налаживает бизнес в городе. Однако вскоре в Вайс Сити приезжает его брат, Лэнс, который становится правой рукой Вика в управлении криминальной империей. За время сотрудничества Виктора с кубинцами Лэнс познакомился с Брайаном Форбсом. Вик с Лэнсом помогают Форбсу, однако, вскоре Лэнс выясняет, что Форбс — агент Управления по борьбе с наркотиками, работающий под прикрытием. Оба брата похищают Форбса и прячут в надёжном месте, но убивают его при попытке бегства. Вик начинает работать на Умберто Робину и уничтожает завод Чоло. Вэнсы случайно узнают о сделке с Джерри Мартинесом. Виктор и Лэнс срывают сделку, угнав два грузовика с наркотиками и пряча их в новокупленном особняке Лэнса на Vice Beach. В разговоре с Мартинесом, который требовал свой товар назад, Вик узнаёт то, что кокаин принадлежит братьям Мендесам и у них появилось желание разобраться с Вэнсами. После срыва сделки Мартинес вступил в программу защиты свидетелей. В то же время Вэнсы знакомятся с транссексуальным режиссёром из Германии Рэни Вассуилмаиром. Лэнс, найдя покупателя, вместе с Виком направляется на встречу. Во время отсутствия братьев, их мать украла у них весь кокаин и уехала в неизвестном направлении. Братья Мендесы посылают людей для захвата точек Вэнсов. Но Вэнсы с помощью Фила, Умберто и наёмников отбивают нападение, и Мендесы предлагают Вэнсам сотрудничать. Мендесы требуют найти виновных в срыве сделки. Виктор исполняет поручение Мендесов и находит доказательства тому, что сделка была сорвана Мартинесом. Вскоре Виктор возвращает наркотики Мендесов.
Вскоре в Вайс-Сити приезжает Гонсалес, подручный полковника Хуана Гарсии Кортеса. Гонсалес продаёт наркотики в обмен на оружие. Виктор сначала помогает ему транспортировать товар по морю. Потом Виктор пытается продать небольшую партию наркотиков. Гонсалес хотел таким образом присвоить себе немного наркотиков тайком от полковника. Но на Виктора нападают и отбирают наркотики. Виктор отобрал товар у похитителей. Но это было последнее задание Гонсалеса, который заявил, что его дружбе с Виком пришёл конец. В это время в город приезжает знаменитый рок-певец Фил Коллинз и становится жертвой Мафии Форэлли. Менеджер Фила, Барри Микильфейт задолжал семье и те пытаются свести с ним счёты. Фил Коллинз прячется у Рэни. После срыва отношений с Гонсалесом Виктор знакомится с колумбийским наркобароном Рикардо Диасом, который враждует с Гонсалесом. Однако используя Вика, Диас всё-таки одерживает победу. После поражения Гонсалес улетает из Вайс-Сити на своём частном самолёте. После расчёта с Мендесами, те ставят условие Виктору по которому братья Вэнсы должные уехать из города, оставив все свои точки Мендесам. После отказа Виктора и Лэнса, Мэндесы начинают открытую вражду с братьями. Вскоре, с намерением покончить с Мендесами, Виктор убивает Армандо Мендеса, который успевает убить похищенную Луизу. Тем временем Фил Коллинз даёт концерт а Диего хочет его убить. Виктор помогает Коллинзу и спасает его от смерти. Вскоре у Диаса появился план, как уничтожить Диего Мендеса. Виктор с помощью Фила Кэсседи крадёт военный вертолёт с военной базы. Вик на вертолёте обстреливает небоскрёб, где укрывался Диего Мендес. Вертолёт сбивают, но Виктор успевает приземлиться на крышу. Он проникает в здание, убивая всех представителей клана Мендесов. В это же время на крышу приземлился Джерри Мартинес. Виктор убивает и его, и Диего Мендеса. Вскоре на крышу прилетает Лэнс и говорит, что добыл большую партию наркотиков. Виктор просит его залечь на дно и воздержаться от крупных сделок в ближайшее время, после чего они улетают в неизвестном направлении.

## Разработка
10 мая 2006 года компании Rockstar Games и Take-Two Interactive официально подтвердили факт разработки GTA: Vice City Stories для платформы PlayStation Portable. Они заявили, что в Северной Америке игра появится на полках магазинов 17 октября 2006 года, а в Европе — 20 октября 2006 года. 12 мая 2006 года был создан официальный сайт игры.
25 июля 2006 года компания Rockstar Games представила публике официальный бокс-арт игры. 1 августа 2006 года стали известны первые факты об игре. После этого многие крупные компании опубликовали своё собственное превью. А 18 августа 2006 года появились первые скриншоты из игры. После этого также появлялись новые скриншоты. 5 сентября 2006 года обновился официальный сайт игры на котором появился первый трейлер игры, а также 14 новостных роликов и 4 видео с кадрами геймплея. 27 сентября 2006 года вышел второй трейлер игры, 2 видео с кадрами геймплея, 20 скриншотов, а также даты выхода игры в Северной Америке и в Европе были перенесены на 31 октября 2006 года и 3 ноября 2006 года соответственно.
12 октября 2006 года американский журнал «PlayStation Magazine» опубликовал первую рецензию на игру. Игре была присуждена оценка 9.5/10 и звание «Игра месяца». 31 октября 2006 года в Северной Америке, 3 ноября 2006 года в Европе и 10 ноября 2006 года в Австралии и Новой Зеландии игра поступила в продажу.

### Версия для PlayStation 2
7 февраля 2007 года GTA: Vice City Stories была анонсирована для PlayStation 2. 13 февраля 2007 года появились первые скриншоты версии игры для PlayStation 2. 26 февраля 2007 года было объявлено о наличии эксклюзивного игрового контента в этой версии игры. 3 марта 2007 года появился первый трейлер PlayStation 2-версии игры, в котором были показаны первые шесть миссий из игры. 6 марта 2007 года версия игры для PlayStation 2 появилась в продаже в Северной Америке, а 9 марта в Европе.

## Особенности игрового процесса

### Бизнес
В Вайс-Сити реализована сеть бизнес-центров во всех районах, кроме Viceport. В начале игры все локации заняты Чоло, Байкерами и Акулами, однако с ними нельзя взаимодействовать. После миссии захвата двух точек банды трейлерного парка эта возможность открывается. Приходится как атаковать, так и защищать собственные здания. Некоторые бизнесы могут быть выставлены на продажу (зелёный цвет). Синие принадлежат криминальной семье Вэнсов, жёлтые — Чоло, тёмно-серые — Байкерам и красные — Акулам. Возможно построить три уровня зданий: Small-time, Medium Venture и High-Roller.
Каждая точка специализируется на одном из шести видов бизнеса.
- Рэкет. Война за 30 торговых точек по всему городу. Есть три типа ситуаций: захват «ничейного магазина» (необходимо уничтожить имущество магазина), атака чужого (нейтрализовать постовых у магазина, разбить товар и отбиться от подкрепления), и защита собственного. Также между заданиями за вами может гоняться банда, которой вы нанесли ущерб.
- Ростовщичество. Цель — угон автомобилей, мотоциклов либо грузовиков с товаром. На каждый угон отводится определённое время
- Проституция. Главный герой должен исполнять роль сутенёра, отвозя девушек к клиентам в нужный срок. Возможны сценарии угона девушки на машине, избиение её клиентом, отказ выплачивать деньги. В этом случае нужно нагнать мошенника и вернуть деньги.
- Наркоторговля
- Грабёж
- Контрабанда

Виктор каждый день в одно и то же время (16:00) получает деньги на свой счёт от каждой подвластной ему точки. Чем крупнее эта точка и чем больше уважения в данном бизнесе, тем больше денег. Чтобы заработать уважение, Вику необходимо выполнить миссию, связанную с бизнесом (игрок входит в здание, специализирующееся на бизнесе, в котором надо повысить уважение, подходит к любому представителю банды, помеченному синей стрелкой, и жмёт кнопку начала дополнительной миссии — по умолчанию в PlayStation2 это R3, а в PSP — кнопка «ВВЕРХ»).

### Безопасные дома
В начале игры Виктор живёт в бараке небольшого размера на военной базе. Из вооружения есть пистолет. После 3-й миссии он становится недоступен, и сразу же Фил предлагает Вэнсу поселиться в доме в районе Viceport, который был ранее захвачен у Cholos. В отличие от барака, в доме имеется гараж на 1 автомобиль и более крупная площадь дома. Позже Виктор получает дом-трейлер возле Junkyard с гаражом также на одно место. При открытии правого острова становится доступен пентхаус в небоскрёбе на западе острова. Там — гараж на 3 машины, собственный Little Willie с двойным пулемётом, а также возможность приобрести амфибию. Около всех домов можно найти оружие за лопнутые красные воздушные шары.

## Локализация
В России игра была официально издана компанией Soft Club на английском языке.

## Восприятие
| Сводный рейтинг       | Сводный рейтинг | Сводный рейтинг |
| Издание               | Оценка          | Оценка          |
| Издание               | PS2             | PSP             |
| --------------------- | --------------- | --------------- |
| GameRankings          | 75,96 %         | 85,01 %         |
| Metacritic            | 75/100          | 86/100          |
| Иноязычные издания    |                 |                 |
| Издание               | Оценка          | Оценка          |
| Издание               | PS2             | PSP             |
| 1UP.com               | N/A             | A               |
| Eurogamer             | N/A             | 8,0/10          |
| G4                    | N/A             | 4/5             |
| Game Informer         | N/A             | 8,5/10          |
| GameSpot              | N/A             | 8,4/10          |
| IGN                   | 7,5/10          | 9,0/10          |
| PSM3                  | N/A             | 91/100          |
| Русскоязычные издания |                 |                 |
| Издание               | Оценка          | Оценка          |
| Издание               | PS2             | PSP             |
| «Страна игр»          | N/A             | 8,5/10          |